# استفانی دیویس (بازیگر)
استفانی آن دیویس (زاده ۸ مارس ۱۹۹۳) یک هنرپیشه انگلیسی است. او کار خود را با نقش‌های کوچک در سریال‌های تلویزیونی بریتانیا آغاز کرد و در سال ۲۰۱۰ در جستجوی استعدادهای بی‌بی‌سی بر فراز رنگین کمان شرکت کرد. او سپس در سریال تلویزیونی هالیوکس از کانال ۴ انتخاب شد و نقش سینید اوکانر را بین سال‌های ۲۰۱۰ تا ۲۰۱۵ و دوباره از سال ۲۰۱۸ تا ۲۰۱۹ بازی کرد. در ماه مه ۲۰۲۳، دیویس در نقش کورتنی ونس به گروه بازیگران سریال تلویزیونی تلویزیون خیابان کورونیشن پیوست.
دیویس پس از برنده شدن یک بورس تحصیلی در مدرسه معتبر هاموند در چستر شرکت کرد و سپس به مدرسه De La Salle در سنت هلن رفت. او در ویستون، پرسکات، مرسی ساید بزرگ شد. پدر و مادرش پائولین و روی دیویس نام دارند و او دو برادر کوچکتر دارد.

## فیلم‌شناسی
| سال                  | عنوان               | نقش           | یادداشت        |
| -------------------- | ------------------- | ------------- | -------------- |
| ۲۰۰۵                 | فقط در Whispers     | جس            | فیلم کوتاه     |
| ۲۰۰۶                 | خارجی‌ها             | کیتلین        | فیلم تلویزیونی |
| ۲۰۰۷                 | هالبی سیتی          | میسی گاردینر  | نقش مهمان      |
| ۲۰۰۸                 | پزشکان              | لیزا لبون     | نقش مهمان      |
| ۲۰۰۹                 | والدین گروه         | لورا          | نقش مهمان      |
| ۲۰۱۰                 | بر فراز رنگین کمان  | شرکت کننده    | مقام هفتم      |
| ۲۰۱۰–۲۰۱۵، ۲۰۱۸–۲۰۱۹ | هالیوکس             | سیناد اوکانر  | نقش منظم       |
| ۲۰۱۲                 | هالیوکس بعدا        | سیناد اوکانر  | نقش منظم       |
| ۲۰۱۶                 | برادر بزرگ مشهور ۱۷ | شرکت کننده    | مقام دوم       |
| ۲۰۱۶                 | زنان شل             | میهمان میهمان | ۱ قسمت         |
| ۲۰۲۳                 | خیابان تاج گذاری    | کورتنی ونس    | نقش منظم       |